# Hymenophyllum khasianum
Hymenophyllum khasianum är en hinnbräkenväxtart som beskrevs av Bak. Hymenophyllum khasianum ingår i släktet Hymenophyllum och familjen Hymenophyllaceae. Inga underarter finns listade.